# Aeroporto de Pires do Rio
O Aeroporto Antônio Vitorino Teixeira ou Aeroporto de Pires do Rio' ( ICAO: SWPR) está localizado no município de Pires do Rio, no estado de Goiás. 
Suas coordenadas são as seguintes: 17°19'09.00"S de latitude e 48°20'05.00"W de longitude. Possui uma pista de 1450m de asfalto.
Não recebe voos comerciais, apenas aeronaves de pequeno porte como jatos e helicópteros.